# Bidiu, Bistrița-Năsăud
Bidiu, mai demult Bidin, Bidu, Bodin (în dialectul săsesc Bidda, în germană Bedendorf, Betendorf, Bidda, în maghiară Bödön) este un sat în comuna Matei din județul Bistrița-Năsăud, Transilvania, România.

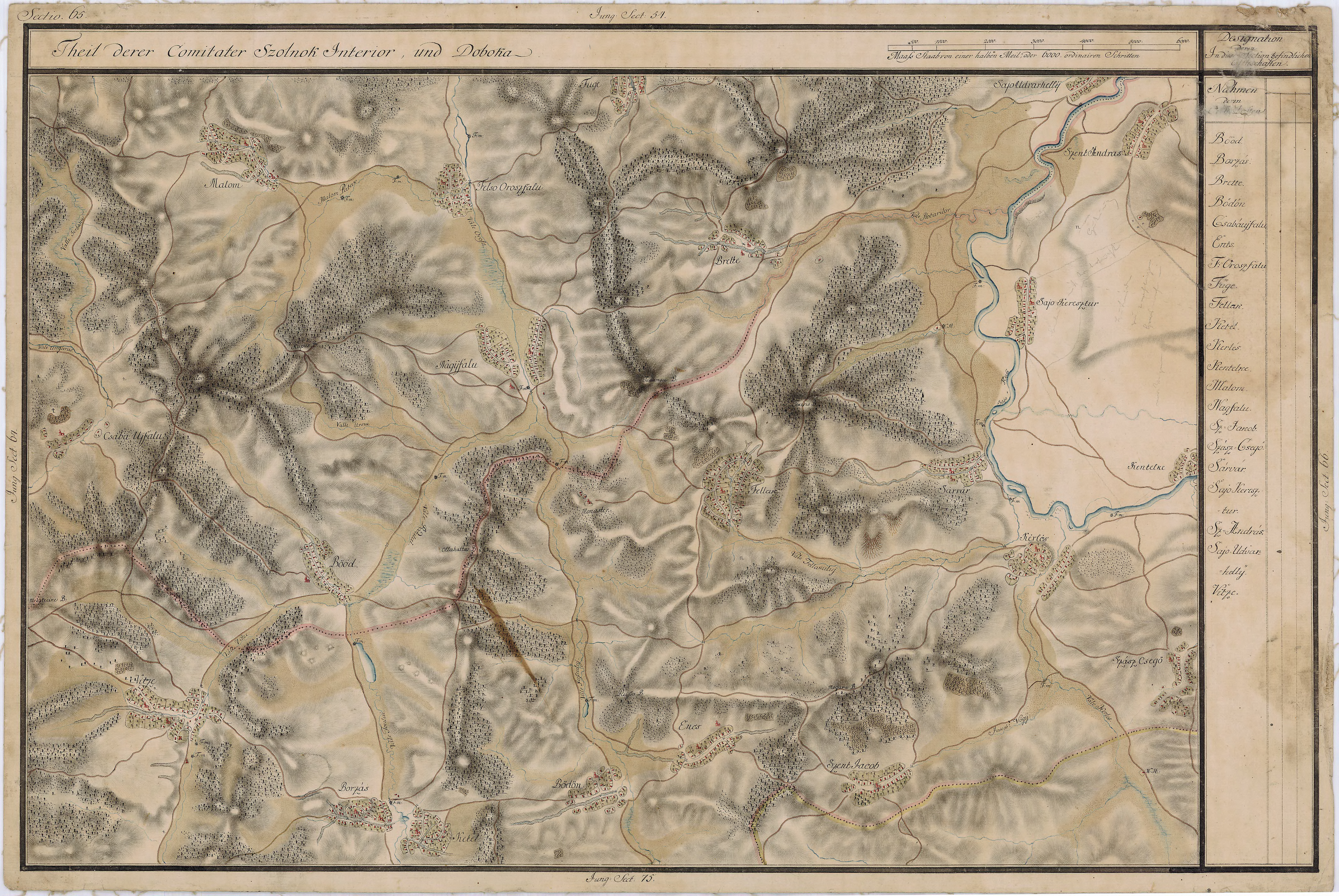
Bidiu în Ha
rta Iosefină a Transilvaniei, 1769-73

## Istoric
Prima mentiune in anul 1305 sub numele Bodin. Menționat pentru prima dată în 1589 sub numele actual. 
Populatia medievala a fost reprezentata de sași care au migrat după Reforma religie luterane, dar în 1622 trăiau într-o mică comunitate catolică. 
In timpul invaziei tătarilor din 1662 satul a fost complet distrus. Mai târziu, colonisti români au populat satul din nou. 
Dupa Dictatul de la Viena a ajuns sub autoritatea ungara, dar în 1944, din nou, a intrat sub autoritate română.

## Populația
In 1910 avea o populatie de 584 locuitori, dintre care 568 români, șapte germani, 6 maghiari, 3 de alte naționalități. 
În 2002, 273 de persoane locuiau în sat, dintre care 272 români și un maghiar. 

## Galerie de imagini

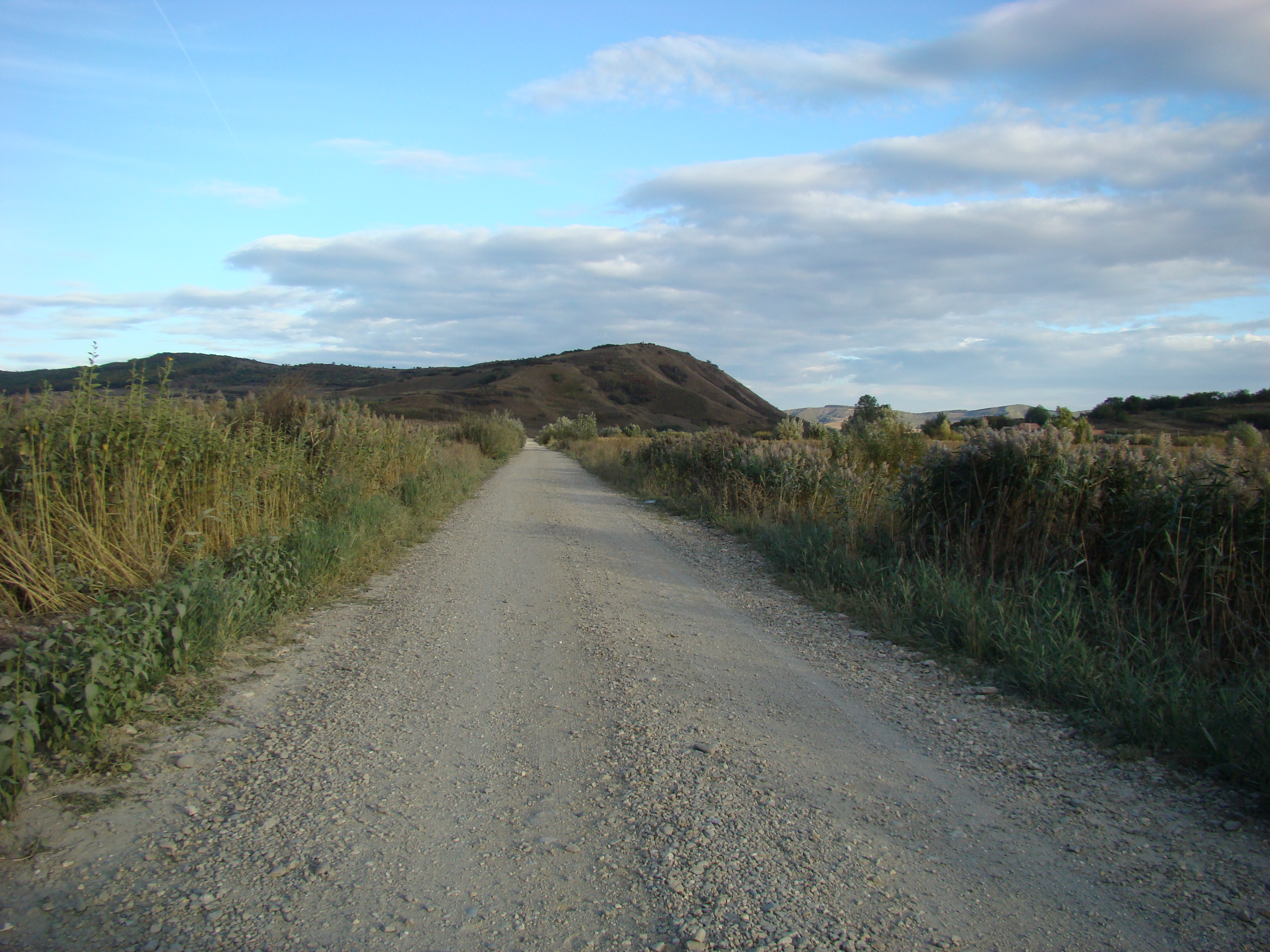
Drumul Nușeni-Bidiu
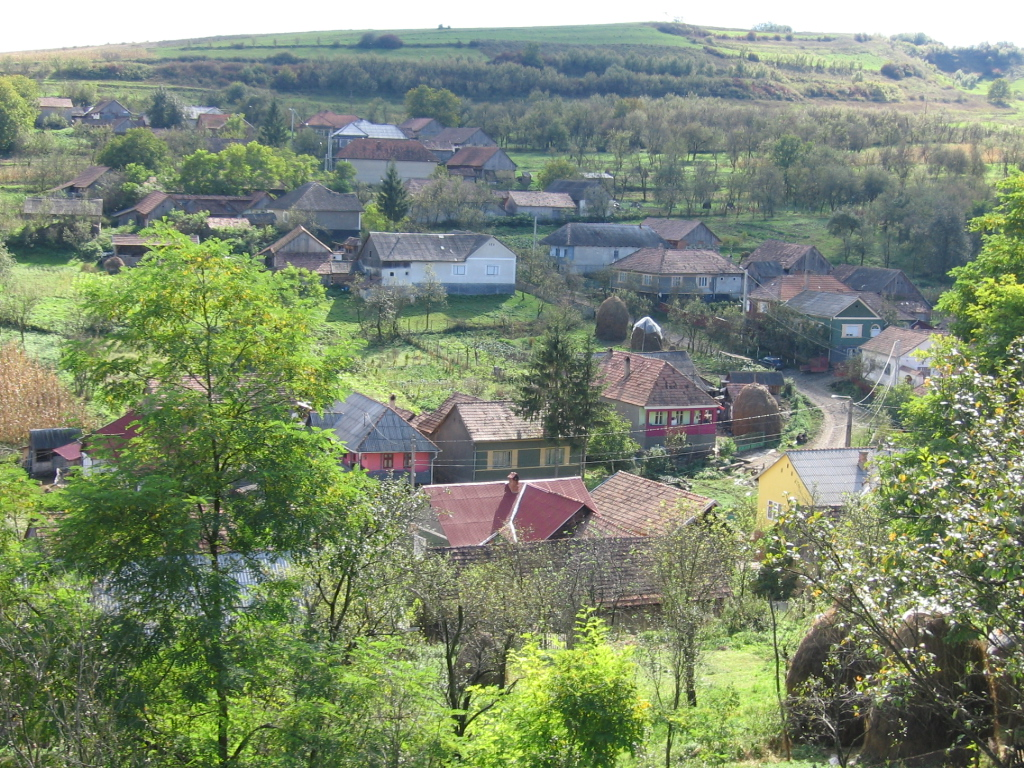
Vedere Bidiu
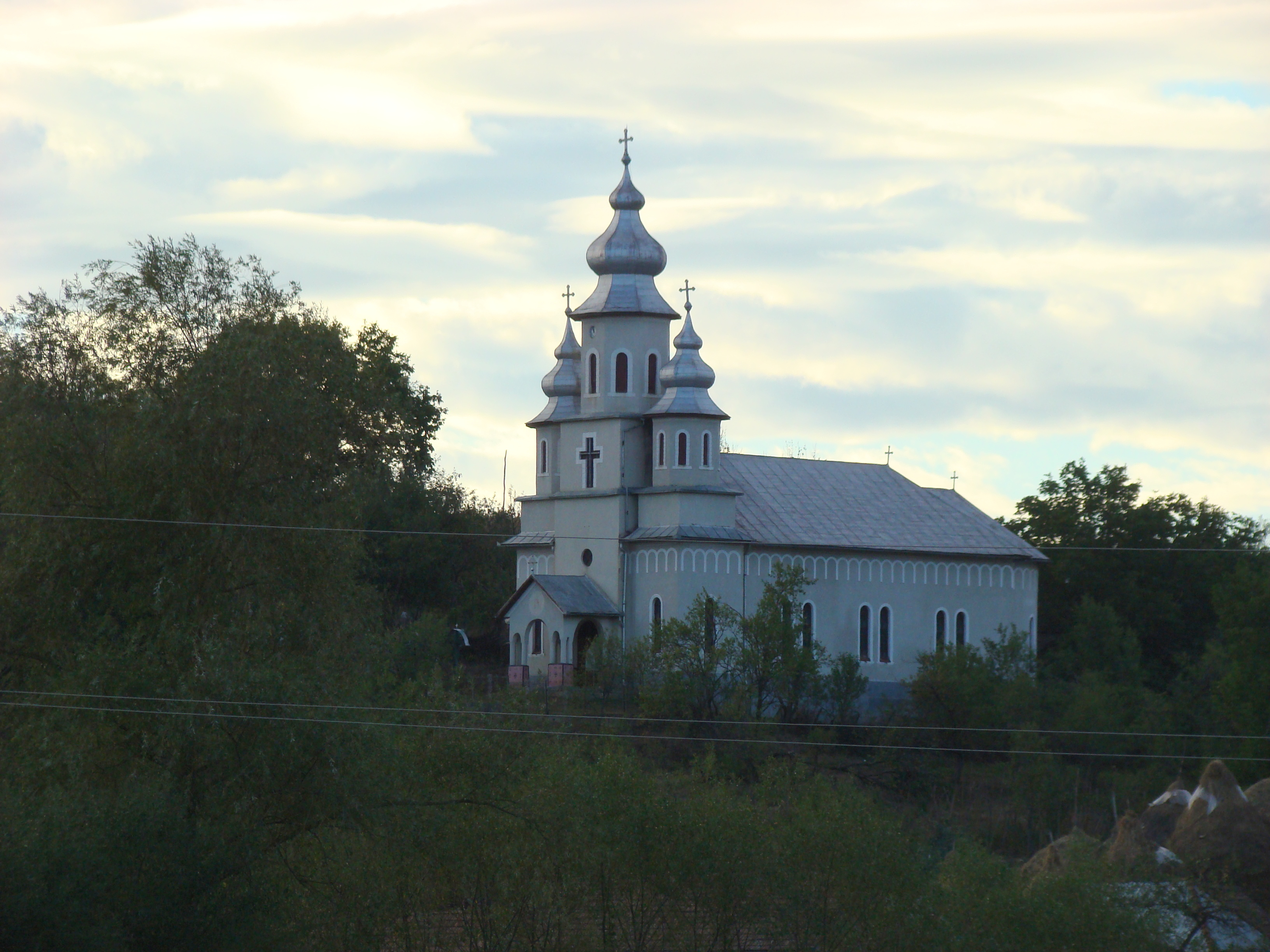
Biserica ortodoxă (1924)
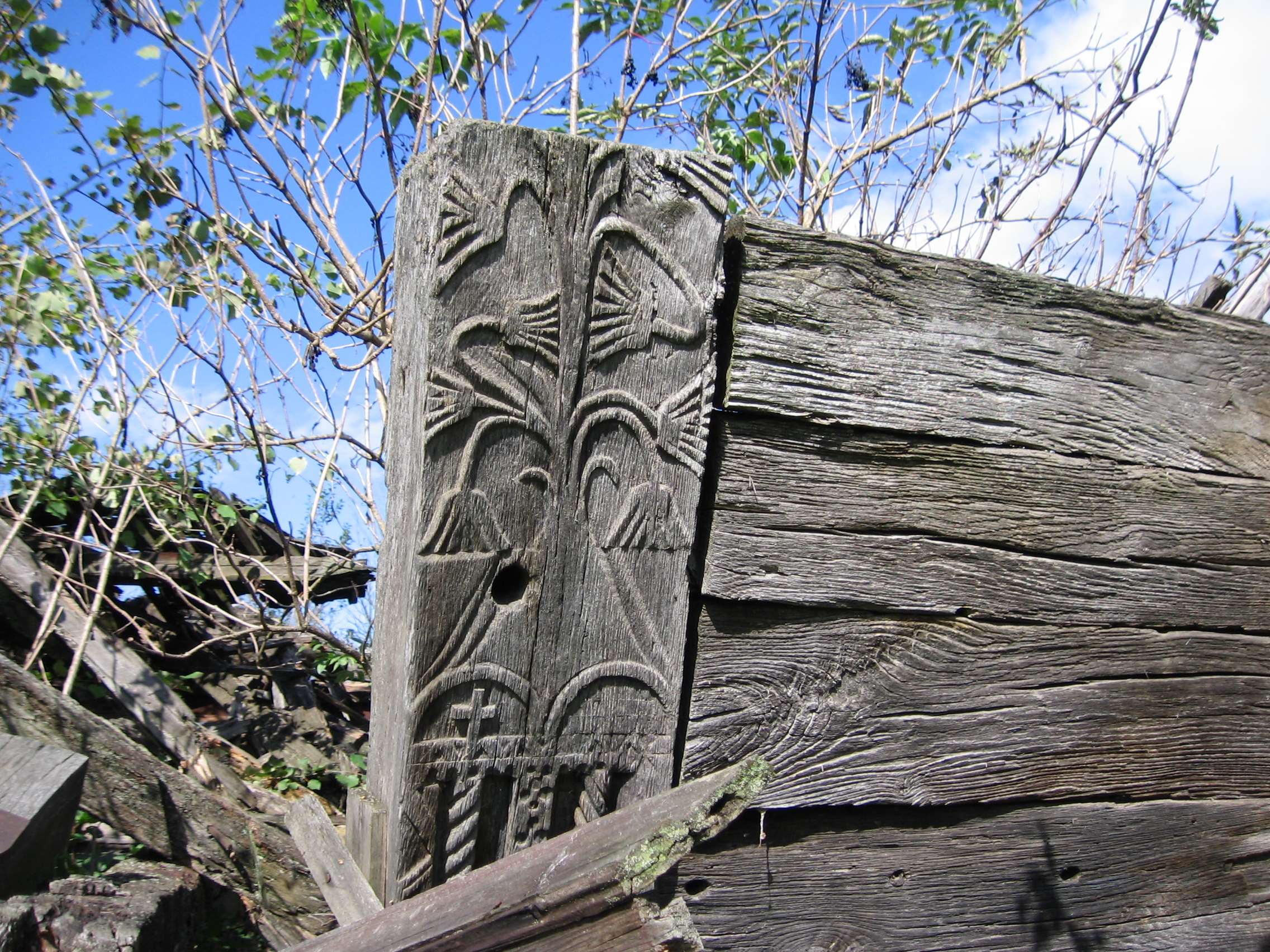
Ruine biserica de lemn Bidiu
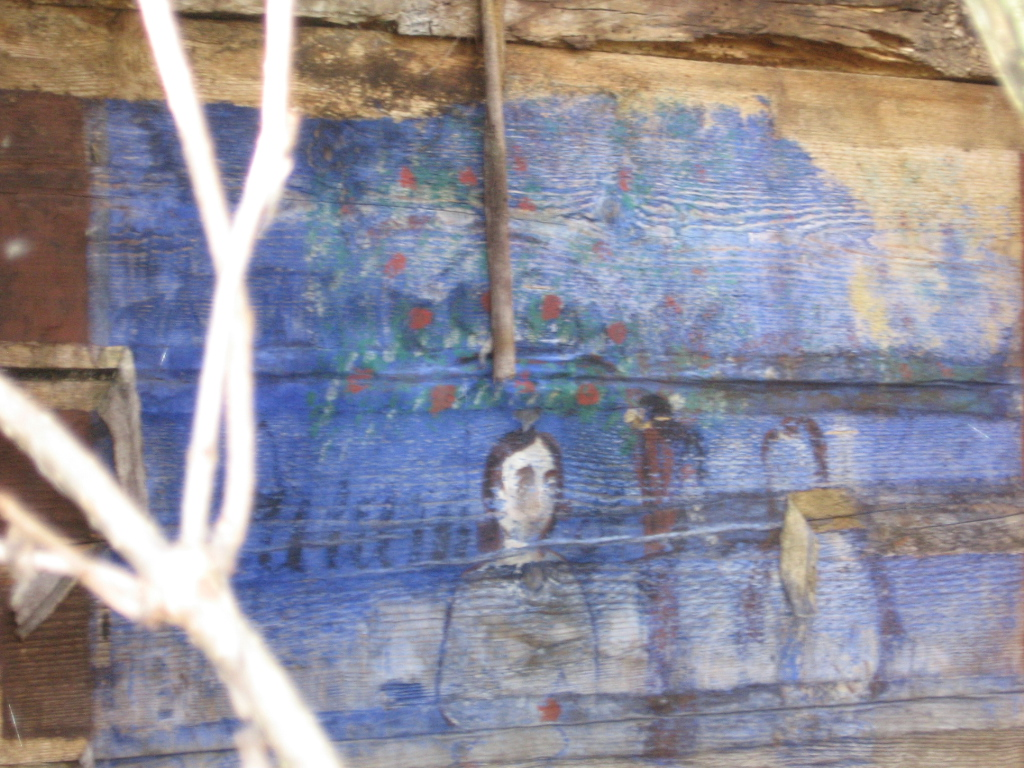
Pictură naivă (biserica de lemn Bidiu)
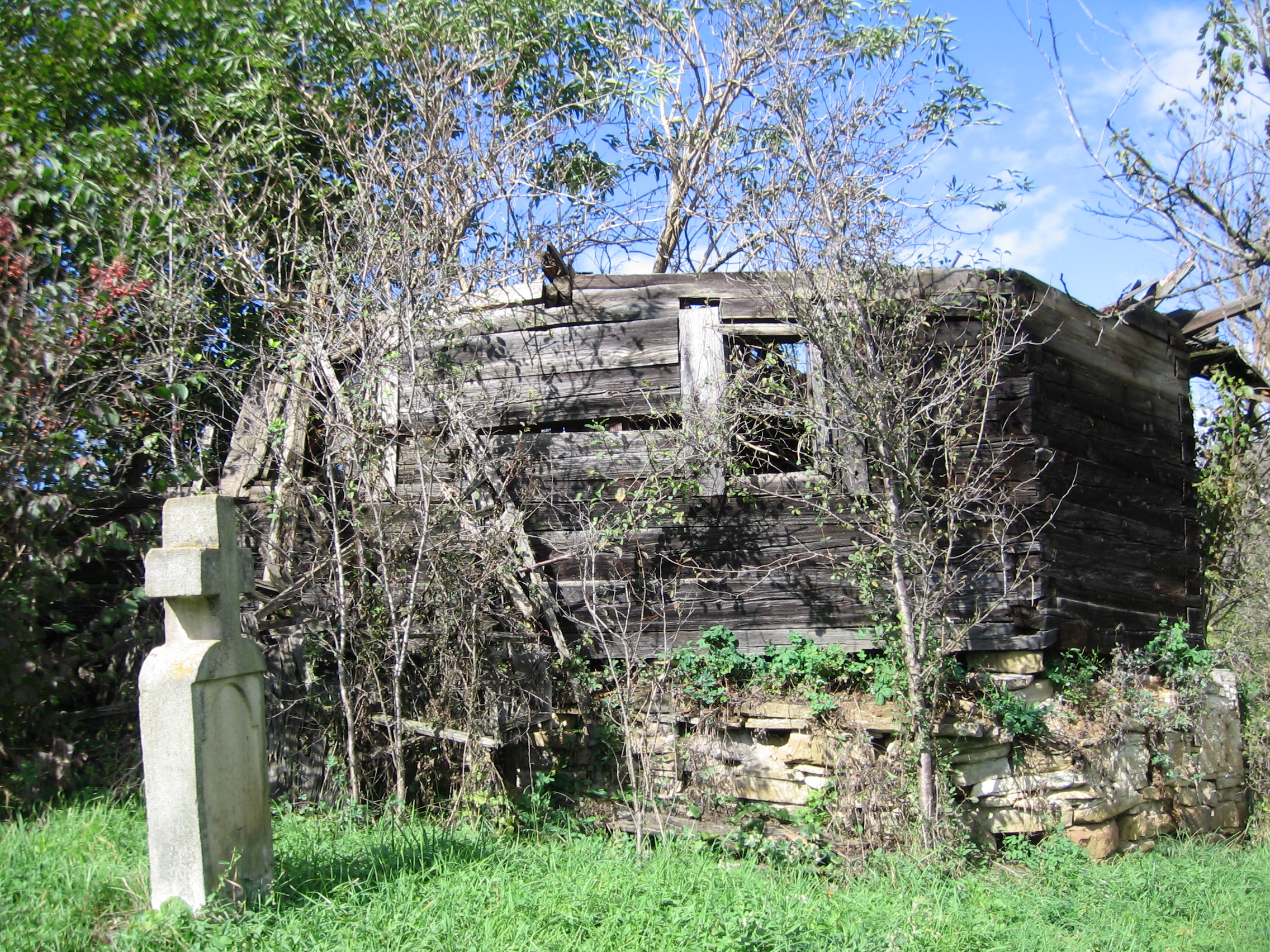
Ruine biserica de lemn Bidiu